# Copa Sul-Minas de 2001
A Copa Sul-Minas de 2001 foi a segunda edição deste torneio de futebol, realizado entre os clubes de Minas Gerais, Santa Catarina, Rio Grande do Sul e Paraná. Os jogos começaram em Janeiro e terminaram em Março. O campeão foi Cruzeiro que venceu na final a equipe do Coritiba. Os dois clubes garantiram participação na Copa dos Campeões 2001.

## Regulamento
Os 12 clubes se enfrentavam em três grupos de quatro participantes. o melhor colocado que cada grupo e o melhor 2º colocado entre os grupos em geral faziam a semifinal. Os vencedores da semifinal faziam a final em dois jogos.

## Primeira fase

### Grupo 1
| Time            | Pts | J | V | E | D | GP | GC | SG |
| --------------- | --- | - | - | - | - | -- | -- | -- |
| Coritiba        | 13  | 6 | 4 | 1 | 1 | 12 | 9  | +3 |
| Grêmio          | 12  | 6 | 4 | 0 | 2 | 14 | 12 | +2 |
| Figueirense     | 5   | 6 | 1 | 2 | 3 | 12 | 14 | -2 |
| América Mineiro | 4   | 6 | 1 | 1 | 4 | 10 | 13 | -3 |

|                 | AMG | CFC | FIG | GRE |
| --------------- | --- | --- | --- | --- |
| América Mineiro | –   | 1-2 | 1-2 | 4-3 |
| Coritiba        | 2-1 | –   | 2-2 | 2-1 |
| Figueirense     | 3-3 | 1-2 | –   | 3-4 |
| Grêmio          | 1-0 | 3-2 | 2-1 | –   |

### Grupo 2
| Time                | Pts | J | V | E | D | GP | GC | SG  |
| ------------------- | --- | - | - | - | - | -- | -- | --- |
| Atlético Mineiro    | 14  | 6 | 4 | 2 | 0 | 16 | 3  | +13 |
| Atlético Paranaense | 12  | 6 | 3 | 3 | 0 | 13 | 8  | +5  |
| Marcílio Dias       | 4   | 6 | 1 | 1 | 4 | 10 | 16 | -6  |
| Caxias              | 3   | 6 | 1 | 0 | 5 | 4  | 19 | -11 |

|                     | CAM | CAP | CAX | MDI |
| ------------------- | --- | --- | --- | --- |
| Atlético Mineiro    | –   | 1-1 | 3-0 | 4-0 |
| Atlético Paranaense | 1-1 | –   | 3-0 | 3-1 |
| Caxias              | 0-4 | 0-3 | –   | 2-1 |
| Marcílio Dias       | 1-3 | 2-2 | 5-2 | –   |

### Grupo 3
| Time          | Pts | J | V | E | D | GP | GC | SG |
| ------------- | --- | - | - | - | - | -- | -- | -- |
| Cruzeiro      | 12  | 6 | 3 | 3 | 0 | 12 | 4  | +8 |
| Internacional | 8   | 6 | 2 | 2 | 2 | 9  | 10 | -1 |
| Joinville     | 7   | 6 | 2 | 1 | 3 | 9  | 15 | -6 |
| Paraná        | 5   | 6 | 1 | 2 | 3 | 11 | 12 | -1 |

|               | CRU | INT | JEC | PAR |
| ------------- | --- | --- | --- | --- |
| Cruzeiro      | –   | 2-2 | 4-0 | 3-1 |
| Internacional | 0-2 | –   | 3-1 | 1-1 |
| Joinville     | 0-0 | 3-1 | –   | 3-2 |
| Paraná        | 1-1 | 1-2 | 5-2 | –   |

### Melhores segundos colocados
| Time                | Pts | J | V | E | D | GP | GC | SG | Grupo |
| ------------------- | --- | - | - | - | - | -- | -- | -- | ----- |
| Grêmio              | 12  | 6 | 4 | 0 | 2 | 14 | 12 | +2 | 1     |
| Atlético Paranaense | 12  | 6 | 3 | 3 | 0 | 13 | 8  | +5 | 2     |
| Internacional       | 8   | 6 | 2 | 2 | 2 | 9  | 10 | -1 | 3     |

## Fase final
|  | Semifinais       | Semifinais | Semifinais | Semifinais |   |          | Final | Final | Final | Final |
|  |                  |            |            |            |   |          |       |       |       |       |
|  | Grêmio           | 2          | 0          | 2          |   |          |       |       |       |       |
|  | Coritiba         | 2          | 1          | 3          |   |          |       |       |       |       |
|  | Coritiba         | 2          | 1          | 3          |   | Coritiba | 0     | 0     | 0     |       |
|  |                  |            |            |            |   | Coritiba | 0     | 0     | 0     |       |
|  |                  | Cruzeiro   | 2          | 3          | 5 |          |       |       |       |       |
|  | Cruzeiro         | Cruzeiro   | 2          | 3          | 5 | 1        | 3     | 4     |       |       |
|  | Cruzeiro         |            |            |            |   | 1        | 3     | 4     |       |       |
|  | Atlético Mineiro | 1          | 1          | 2          |   |          |       |       |       |       |

- Cruzeiro e Coritiba classificados para a Copa dos Campeões de 2001.

| Copa Sul-Minas de 2001     |
| -------------------------- |
| CRUZEIRO Campeão 1º título |